# بيرسي رودريك كولمان
بيرسي رودريك كولمان (بالإنجليزية: Percy Roderick Coleman)‏ هو طيار نيوزيلندي، ولد في 26 يناير 1897 في Ngaere ‏ في نيوزيلندا، وتوفي في 20 أبريل 1965.